# Гермерсхайм (район)
Гермерсхайм (нем. Germersheim) — район в Германии. Центр района — город Гермерсхайм. Район входит в землю Рейнланд-Пфальц. Занимает площадь 463,26 км². Население — 125 231 чел. Плотность населения — 270 человек/км².
Официальный код района — 07 3 34.
Район подразделяется на 31 общину.

## Города и общины
1. Гермерсхайм (20 777)
2. Вёрт-на-Рейне (17 509)

Управление Бельхайм
1. Бельхайм (8 469)
2. Книттельсхайм (1 002)
3. Оттерсхайм-Ландау (1 840)
4. Цайскам (2 275)

Управление Хагенбах
1. Берг (2 169)
2. Хагенбах (5 420)
3. Нойбург-на-Рейне (2 549)
4. Шайбенхардт (693)

Управление Йокгрим
1. Хатценбюль (2 734)
2. Йокгрим (6 925)
3. Нойпоц (1 794)
4. Рейнцаберн (4 755)

Управление Кандель
1. Эрленбах-Кандель (723)
2. Фреккенфельд (1 640)
3. Кандель (8 351)
4. Минфельд (1 580)
5. Штайнвайлер (1 791)
6. Фольмерсвайлер (223)
7. Винден (1 051)

Управление Лингенфельд
1. Фрайсбах (1 042)
2. Лингенфельд (5 348)
3. Луштадт (3 404)
4. Швегенхайм (2 959)
5. Вайнгартен (1 565)
6. Вестайм (1 747)

Управление Рюльцхайм
1. Хёрдт (2 424)
2. Кухардт (1 904)
3. Лаймерсхайм (2 610)
4. Рюльцхайм (7 819)